# كلاركسفيل (جورجيا)
كلاركسفيل (بالإنجليزية: Clarkesville, Georgia)‏ هي مدينة تقع في مقاطعة هابرشام، جورجيا بولاية جورجيا في الولايات المتحدة. تبلغ مساحة هذه المدينة 4.8 (كم²)، وترتفع عن سطح البحر 413 م، بلغ عدد سكانها 1733 نسمة في عام 2010 حسب إحصاء مكتب تعداد الولايات المتحدة.

## أعلام
- ريد بارون
- كارتر بارون
- باول ريا

## وصلات خارجية
- Cities & Counties - Georgia.gov